# مطار إيلويلو الدولي
مطار إيلويلو الدولي (بالإنجليزية: Iloilo International Airport)‏ (إياتا: ILO، إيكاو: RPVI) هو مطار عام يخدم مدينة إيلويلو ويشغل المطار هيئة الطيران المدني الفلبينية.